# Horst Avenarius
Horst Avenarius (auch Horst Avenarius-Herborn; * 26. August 1930 in Gau-Algesheim; † 10. April 2021 in Gauting) war ein deutscher Kommunikationsmanager und gilt als Pionier der Öffentlichkeitsarbeit in Deutschland.

## Leben
Horst Avenarius promovierte 1956 an der Universität München in Geschichte. Er arbeitete von 1957 bis 1969 als Redakteur der Werkszeitschriften des Mannesmann-Konzerns, dann als Pressechef bei der Württembergischen Metallwarenfabrik (WMF). Von 1973 bis 1989 leitete er die Bereiche Unternehmenskommunikation und Politik des BMW-Konzerns in München. Von 1989 bis 1991 war er Vorstandsvorsitzender der Herbert Quandt-Stiftung München.
1979 gründete er mit Jürgen Kolbe, Kulturreferent der Stadt München, den Verein Spielmotor München e. V. mit dem Ziel, besondere kulturelle Aktivitäten zu fördern und zeitgenössische künstlerische Projekte zu ermöglichen. Es war eines der ersten Modelle einer Public-Private-Partnership zwischen Stadt und Firma. Ihr Erfolg hält bis heute an. Neben der bekannte Alabama-Halle, einem multifunktionalen Veranstaltungsort für Musik, Theater und Tanz von 1981 bis 1988 finanzierten die beiden Partner paritätisch zunächst jährliche und nach einer längeren Pause seit 1995 alle zwei Jahre avantgardistische Theaterfestivals, gestaltet in voller inhaltlicher Freiheit.
Von 1985 bis 2000 lehrte Horst Avenarius Public Relations (Öffentlichkeitsarbeit) an den Universitäten München, Hannover und Eichstätt und bei anderen Bildungsträgern. Von 1992 bis 1997 war er Studienleiter des von ihm aufgebauten Studiengangs Public Relations an der Bayerischen Akademie für Werbung und Marketing.
Von 2009 bis 2012 hatte er den Vorsitz des Vereins der Freunde des Bayerischen Staatsschauspiels inne, dessen Kuratorium er angehörte.
Avenarius lebte in Gauting bei München.

## Funktionen
Von 1988 bis 1991 war Horst Avenarius Vizepräsident der Deutschen Public Relations Gesellschaft (DPRG), von 1992 bis 1997 Vorsitzender des DPRG-Ehrenrats, von 1992 bis 2008 Vorsitzender des Deutschen Rats für Public Relations (DRPR), einem Organ der freiwilligen Selbstkontrolle im Berufsfeld PR, vergleichbar dem Deutschen Werberat, und dem Deutschen Presserat. Seit 2009 war er Ehrenvorsitzender des DRPR.
Von 1995 bis 2007 war Avenarius Kuratoriumsmitglied des Deutschen Museums, von 2003 bis 2007 Honorary Fellow of Communicatiewetenschap der Amsterdam School of Communications.

## Auszeichnungen
- 2002 zeichneten ihn die DPRG und das F.A.Z.-Institut als „PR-Kopf des Jahres“ aus.
- 2007 erhielt er das Bundesverdienstkreuz am Bande.
- 2007 ehrte ihn der Bundesverband deutscher Pressesprecher anlässlich des Kommunikationskongresses 2007 in Berlin für sein Lebenswerk.

## Veröffentlichungen
- Horst Avenarius-Herborn: Reichs- und Kaiseridee bei französischen Geschichtsdenkern. Beiträge zur Geschichte des Reichsbewußtseins in Europa. München 1956, (München, Universität, Dissertation vom 21. Februar 1957, maschinenschriftlich).
- als Herausgeber mit Wolfgang Armbrecht: Ist Public Relations eine Wissenschaft? Eine Einführung. Westdeutscher Verlag, Opladen 1992, ISBN 3-531-12387-4.
- als Herausgeber mit Wolfgang Armbrecht: Image und PR. Kann Image Gegenstand einer Public Relationswissenschaft sein? Westdeutscher Verlag, Opladen 1993, ISBN 3-531-12466-8
- als Herausgeber mit Lothar Rolke und Bernd Rosema: Unternehmen in der ökologischen Diskussion. Umweltkommunikation auf dem Prüfstand. Westdeutscher Verlag Opladen 1994 ISBN 3-531-12521-4
- Public Relations. Die Grundform der gesellschaftlichen Kommunikation. Wissenschaftliche Buchgesellschaft, Darmstadt 1995, ISBN 3-534-11286-5 (3., unveränderte Auflage. ebenda 2008, ISBN 978-3-534-21949-0).
- Die ethischen Normen der Public Relations: Kodizes, Richtlinien, freiwillige Selbstkontrolle. Luchterhand, Neuwied u. a. 1998, ISBN 3-472-03425-4.
- Grundlagen: Ethik in der PR (= BAW-Texte. Reihe Public Relations. 4, ISSN 1614-7219). Bayerische Akademie für Werbung und Marketing, München 2005.
- als Herausgeber mit Günter Bentele: Selbstkontrolle im Berufsfeld Public Relations. Reflexion und Dokumentation. Springer VS Verlag für Sozialwissenschaften, Wiesbaden 2009, ISBN 978-3-531-16310-9.
- Horst Avenarius: Nachdenken über Public Relations. Aufsätze, Reden und Gespräche eines PR-Menschen, herausgegeben von Günter Bentele. Springer VS Verlag für Sozialwissenschaften, Wiesbaden 2019, ISBN 978-3-658-23612-0